# Shannonomyia (Shannonomyia) brevicula
Shannonomyia (Shannonomyia) brevicula is een tweevleugelige uit de familie steltmuggen (Limoniidae). De soort komt voor in het Neotropisch gebied.